# Grup de la hel·landita
El grup de la hel·landita és un grup de minerals de la classe dels silicats. Està format per minerals inosilicats que cristal·litzen en el sistema monoclínic, amb fórmula general: X₄Q₂ZT₂[B₄Si₄O22]W₂, on 
- X = Na, Ca, Y, LREE3+ als llocs M3 i M4 coordinats vuit vegades,
- Q = Ca, Y, HREE3+, Th4+, U4+ al lloc M2 coordinat vuit vegades,
- Z = Al, Mn3+, Fe3+, Ti4+ al lloc octaèdric M1
- T = □, Li, Be al nou lloc coordinat tetraèdricament
- W = OH, F, O2– al lloc O5.

El grup de la hel·landita està integrat per set espècies: ciprianiïta, ferrihel·landita-(Ce), ferrimottanaïta-(Ce), hel·landita-(Ce), hel·landita-(Y), mottanaïta-(Ce) i tadzhikita-(Ce).
| Espècie               | Fórmula                                        |
| --------------------- | ---------------------------------------------- |
| Ciprianiïta           | Ca₄[(Th,U),Ca]Σ2Al(Be0.5☐1.5)Σ2[B₄Si₄O22](OH)₂ |
| Ferrihel·landita-(Ce) | (Ca₃Ce)Ce₂Fe3+◻₂B₄Si₄O22(OH)₂                  |
| Ferrimottanaïta-(Ce)  | Ca₄Ce₂Fe3+(Be1.5◻0.5)[Si₄B₄O22]O₂              |
| Hel·landita-(Ce)      | (Ca,REE)₄Ce₂Al□₂(B₄Si₄O22) (OH)₂               |
| Hel·landita-(Y)       | (Ca,REE)₄Y₂Al◻₂(B₄Si₄O22) (OH)₂                |
| Mottanaïta-(Ce)       | Ca₄(Ce,REE)Σ2Al(Be1.5☐0.5)Σ2[B₄Si₄O22]O₂       |
| Tadzhikita-(Ce)       | Ca₄Ce3+₂Ti◻(B₄Si₄O22)(OH)₂                     |